# یانکوی (سریک)
یانکوی (به انگلیسی: Yanköy) محله‌ای در ناحیه سریک، استان آنتالیا، ترکیه است.  جمعیت آن ۷۰۳ نفر در سال ۲۰۲۲ بوده است. 